# Дарлан, Франсуа
Жан Луи Ксавье Франсуа́ Дарла́н (фр. Jean Louis Xavier François Darlan; 7 августа 1881 — 24 декабря 1942) — французский адмирал флота, один из лидеров вишистского режима в 1940—1942 годах.

## Ранние годы
Родился в городе Нерак в департаменте Ло и Гаронна, окончил школу по подготовке морских офицеров Эколь Наваль в 1902 году.
Во время 1-й мировой войны командовал артиллерийской батареей. Продолжал служить на флоте после войны, в 1929 году получил звание контр-адмирала, в 1932 году — вице-адмирала. В 1936 году — полный адмирал, начальник штаба. В 1939 году — адмирал флота (звание было создано специально для него), главнокомандующий французским флотом.

## Вторая мировая война

### Поддержка Виши

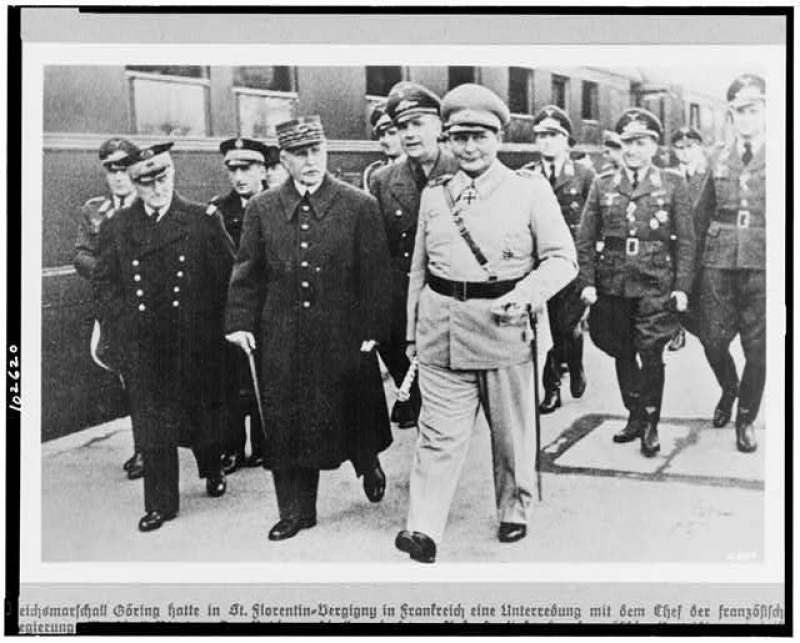
Герман Геринг (справа) встречает Анри Петэна (в центре) и Франсуа Дарлана. 1941 г.

Когда в июне 1940 года был оккупирован Париж, Дарлан был среди поддержавших коллаборационистскую политику премьер-министра Филиппа Петена, провозгласившего себя главой Французского государства. За это Дарлан сохранил пост министра морского флота в вишистском правительстве, и перевёл большую часть флота во Французскую Северную Африку. Англичане опасались, что флот перейдёт под контроль немцев, и 3 июля 1940 года атаковали его под Мерс-эль-Кебиром, в результате чего погибло около 1300 французских моряков. Тем не менее, даже после этого Дарлан отказался передавать флот под контроль немцев.
В феврале 1941 года Дарлан стал заместителем Петена вместо ушедшего в отставку Пьера Лаваля, слишком активно сотрудничавшего с немцами. Он также получил посты министра внутренних дел, обороны и иностранных дел, так что фактически возглавил вишистское правительство. В январе 1942 года Дарлан получил ещё ряд правительственных должностей. Дарлан подписал с немецкими оккупантами так называемые «парижские протоколы» о сотрудничестве. Тем не менее, немцы не считали его своим сторонником, и под их давлением уже в апреле Дарлан был вынужден уступить многие из своих полномочий Лавалю, которому немцы доверяли больше. Тем не менее, Дарлан сохранил пост командующего вооружёнными силами Франции. Недоверие немцев было небеспочвенным; он отказывался направлять французов на принудительные работы в Германию, сопротивлялся введению во Франции антисемитских законов и открыто отказался выдавать евреев-ветеранов.

### В Алжире
7 ноября 1942 года, перед самым началом операции «Факел», Дарлан прибыл в Алжир к своему сыну, попавшему в госпиталь в результате полиомиелита. Дарлану не было известно о секретном соглашении 23 октября между алжирским сопротивлением и генералом союзников Марком Кларком о совместном командовании.
Вскоре после полудня 8 ноября, 400 плохо вооружённых гражданских лиц (французов под командованием Жозе Абулькера, Анри д’Астье де Ла Вижери и полковника Жуссе) атаковали береговую артиллерию Сиди Ферруш и 19-й армейский корпус вишистской армии в Алжире. Примерно через 15 часов повстанцам удалось нейтрализовать и тех, и других. Под прикрытием темноты им удалось занять большинство стратегических точек: г. Алжир — резиденцию генерал-губернатора, префектуру, штаб-квартиру войск, главную телефонную станцию, казармы, штаб-квартиру полиции и т. д., и арестовать большинство представителей вишистской гражданской и военной администрации. Одной из групп повстанцев — кадетам Колледжа Бен-Акнун — удалось арестовать Дарлана и генерала Жюэна, командующего войсками в Северной Африке.
Через 3 дня угроз и переговоров Кларк убедил Дарлана и Жюэна отдать приказ французским войскам прекратить боевые действия 10 ноября в Оране и 11 ноября в Марокко — с тем, чтобы Дарлан остался главой французской администрации. В обмен генерал Эйзенхауэр согласился с тем, чтобы Дарлан назначил себя сам Верховным представителем Франции по Северной и Западной Африке с 14 ноября — последний шаг вызвал раздражение де Голля. 27 ноября оставшиеся французские военные корабли были затоплены в Тулоне.
За это Дарлан был уволен из вишистского правительства, а немецкие войска вступили на территорию вишистской Южной Франции (операция «Антон»). Большинство французских войск в Африке поддержало Дарлана, но некоторые присоединились к немецким войскам в Тунисе.

## Убийство
Вечером 24 декабря 1942 года 20-летний французский монархист Фернан Бонье де Ла Шапель пробрался в штаб-квартиру Дарлана в Алжире и дважды выстрелил в него. Хотя Ла Шапель и принадлежал к группе повстанцев Анри д’Астье, считается, что он действовал в одиночку. Через несколько часов Дарлан умер. На посту Верховного представителя его сменил генерал Анри Жиро. 26 декабря Ла Шапель был гильотинирован, реабилитирован в 1945 году.